# Arcadia (2024)
Arcadia ist ein Spielfilm von Yorgos Zois aus dem Jahr 2024. Das Mystery-Drama handelt von zwei Ärzten, die in einer griechischen Kleinstadt das Opfer eines tragischen Verkehrsunfalls identifizieren müssen. Die Hauptrollen übernahmen Vangelis Mourikis und Angeliki Papoulia. Die internationale Koproduktion zwischen Griechenland, Bulgarien und den USA wurde im Februar im Rahmen der 74. Berlinale uraufgeführt.

## Handlung
Griechenland im Herbst: Die Neurologin Katerina begleitet den angesehenen Arzt Yannis, der sich mittlerweile im Ruhestand befindet. Beide sind auf dem Weg zu einem verlassenen Badeort, wo Yannis im örtlichen Krankenhaus das Opfer eines tragischen Verkehrsunfalls identifizieren soll. Das Fahrzeug war über die Brüstung einer Steinbrücke gestürzt. Mitgenommen von dem Fall, beginnt Katerina gemeinsam mit Yannis, aber auch allein auf nächtlichen Ausflügen in eine geheimnisvolle, rustikale Strandbar namens „Arcadia“, die einzelnen Puzzleteile des Geschehens zusammenzusetzen.

## Hintergrund
Es handelt sich um den zweiten inszenierten Spielfilm des preisgekrönten griechischen Filmemachers und früheren Schauspielers Yorgos Zois. Sein Erstlingsfilm Interruption (2015), ebenfalls ein Mysterystreifen, hatte ihm unter anderem den Hellenic Film Academy Award 2016 für den besten Debütregisseur eingebracht.
Carlo Chatrian, künstlerischer Leiter der Berlinale, beschrieb Arcadia als „eine Geistergeschichte, eine Liebesgeschichte, eine Geschichte über Betrug, eine Geschichte über eine Bar, die von Toten frequentiert“ werde. Der Film ließe sich seiner Meinung nach „schwer [...] auf ein einziges Element“ festlegen. Regisseur Zois kämpfe „gegen Realismus an, was sehr wichtig“ sei, „weil wir heutzutage von Bildern umgeben sind und denken, dass Bilder die Realität sind“, so Chatrian.

## Veröffentlichung
Die Uraufführung des Films fand am 18. Februar 2024 im Rahmen der Internationalen Filmfestspiele Berlin statt. Dort wurde der Beitrag in die Sektion Encounters aufgenommen.

## Auszeichnungen
Arcadia ist automatisch für den Hauptpreis der Sektion Encounters nominiert.